# Cephalaria ambrosioides
Cephalaria ambrosioides là một loài thực vật có hoa trong họ Kim ngân. Loài này được (Sm.) Roem. & Schult. mô tả khoa học đầu tiên năm 1818.

## Hình ảnh

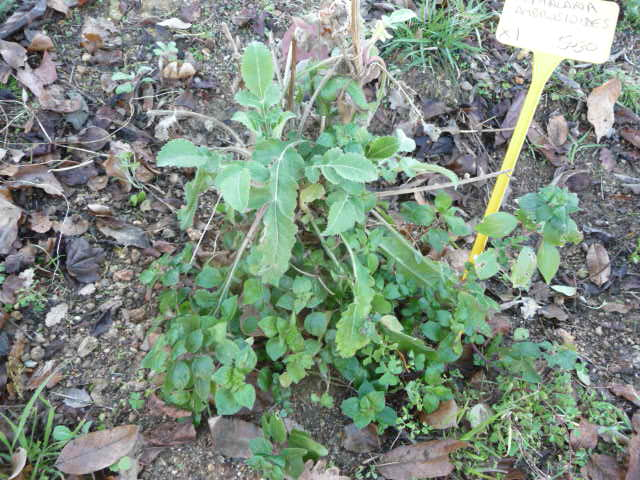